# FreeBSD
FreeBSD és un sistema operatiu lliure de la família UNIX originàriament desenvolupat per AT&T UNIX i descendent de Berkeley Software Distribution a través de les branques 386BSD i 4.4BSD. Es pot executar a processadors compatibles amb el joc d'instruccions x86 d'Intel, DEC Alpha, UltraSPARC de Sun Microsystems, l'Itanium, l'AMD64 i els PowerPC. El suport per a les arquitectures ARM i MIPS està en desenvolupament.
FreeBSD es desenvolupa com un sistema operatiu complet. El nucli, els programes d'usuari i els controladors de dispositius es desenvolupen a un sistema de control CVS comú. Aquest fet és un contrast amb GNU/Linux, on un grup s'ocupa del nucli i la resta d'aplicacions són gestionades per les distribucions, que empaqueten la resta de components. Com a sistema operatiu, FreeBSD té la reputació de ser estable i molt robust.

## Col·lecció de ports
La col·lecció de ports proporciona una manera senzilla i consistent per instal·lar programari portat a FreeBSD. Utilitza fitxers Makefile per baixar el codi font d'internet, compilar, instal·lar i actualitzar la base de dades de paquets. Qualsevol dependència amb altres aplicacions o llibreries és gestionada de forma totalment automàtica.
El 6 de novembre de 2005, la base de dades de paquets estava formada per 13.590 components.

## Compatibilitat amb GNU/Linux
FreeBSD incorpora compatibilitat binària amb molts sistemes operatius UNIX, incloent GNU. D'aquesta manera es permet que programari GNU/Linux que només es distribueix en format binari es pugui executar a FreeBSD.
Encara que hi ha moltes aplicacions que s'executen sense problemes amb la compatibilitat amb GNU/Linux, cal tenir en compte que la compatibilitat no és completa al 100%, fet que pot provocar algunes incidències puntuals.

## Llicència
Igual que els seus sistemes operatius germans, OpenBSD i NetBSD, el codi de FreeBSD té una llicència de tipus BSD, que permet que qualsevol pugui utilitzar i redistribuir el codi com vulgui, sempre que no elimini la nota de dret de còpia i el text de la llicència BSD. Cal destacar que aquest fet no prohibeix redistribuir el codi amb altres llicències.